# منطقه سه دره

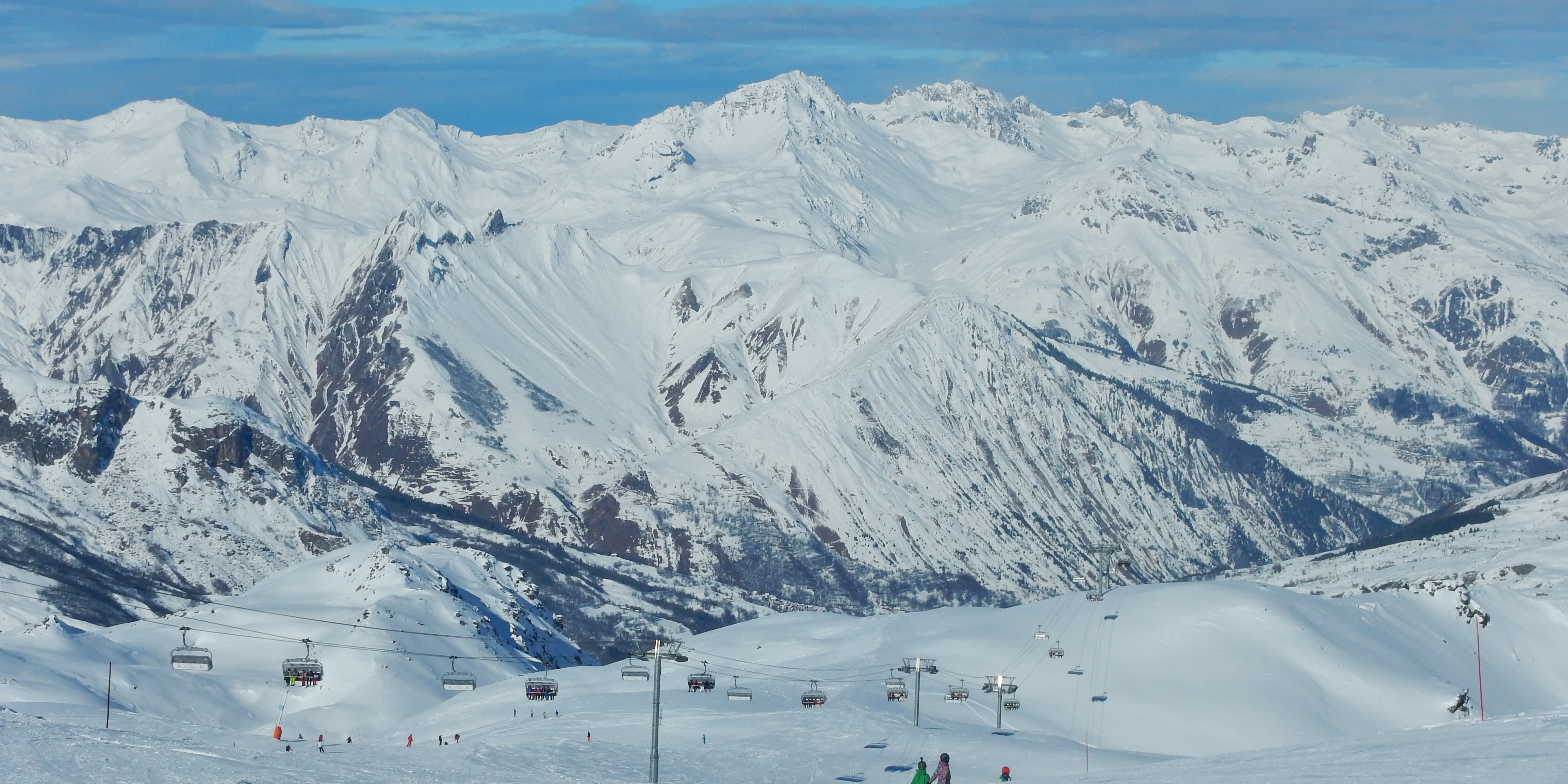
نمایی از منطقه سه دره، سووآ فرانسه - ۲۰۱۵

منطقه سه دره(به فرانسوی: Les Trois Vallées) یک منطقه اسکی در سووآ فرانسه است.
منطقه سه دره بزرگترین ناحیه اسکی در دنیا محسوب می‌شود و بیش از ۶۰۰ کیلومتر (۴۱۰ مایل) مسیر اسکی دارد. همچنین حدود ۱۲۰ کیلومتر مسیر اسکی میان کشوری دارد. منطقه سه دره ۱۸۳ بالابر اسکی دارد که در نتیجه می‌تواند ۲۶۰٬۰۰۰ اسکی‌باز را در ساعت جابجا کند. همچنین هر لحظه ۴۲۴ گشت اسکی و ۱٬۵۰۰ راهنمای اسکی در پیست فعالند.
همانگونه که نام آن نشان می‌دهد این ناحیه در واقع سه دره است: دره سن‌بون, دره آلوس, و دره بلویل. اگرچه دره چهارمی نیز به ان اضافه شده‌است به نام دره مارین.
ارتفاع از سطح دریای پایین‌ترین نقطه آن ۱۳۰۰ متر و ارتفاع از سطح دریای بالاترین نقطه ۳۲۳۰ متر است.